# پاراسایکولوژی

در آزمایش‌های اولیهٔ پیراروان‌شناسی در سال‌های آغازینِ خود از کارت‌های زندر استفاده می‌کردند که سعی در آزمودن توانایی‌های ارتباط تله‌پاتی (دورآگاهی) داشتند.

پاراسایکولوژی یا پیراروان‌شناسی (انگلیسی: parapsychology، فرانسوی: parapsychologie) شاخه‌ای از دانش روان‌شناسی است، که به مطالعهٔ پدیده‌های روان‌شناختیِ به‌ظاهر فراطبیعی می‌پردازد.
Mirror neurons are among the things that can be considered in parapsychology
Parapsychology.ir

## تعاریف
پدیده‌هایی که مطالعه می‌شوند عبارت‌اند از ادراک فراحسی (extra-sensory perception)، جنبش پیراروانی (psychokinesis) و بقای خودآگاهی پس از مرگ. در زبانِ پیراروان‌شناسان به این پدیده‌ها، اصطلاحاً PSI گفته می‌شود. یک اصطلاح بی‌طرفانه که هیچ چیز مثبت یا منفی در مورد علت این پدیده‌ها یا تجربه‌ها نمی‌گوید. تحقیقاتِ پیراروان‌شناسان از روش‌های مختلفی بهره می‌برد. از جملهٔ این روش‌ها می‌توان به تحقیقات آزمایشگاهی و تحقیقاتِ صحرایی اشاره کرد. این تحقیقات در آزمایشگاه‌های تعدادی از دانشگاه‌ها و بنیادهای خصوصی در سطح جهان انجام می‌شود. همچنین نتایج این تحقیقات معمولاً در نشریات ویژه‌ای نظیر نشریهٔ پیراروان‌شناسی (journal of parapsychology) و نشریهٔ پیراروان‌شناسی اروپا منعکس می‌شود. مقاله‌های تحقیقاتی پیراروان‌شناسی نیز غالباً در نشریه‌های «مجلهٔ روانشناختی» (psychological Bulletin)، بنیادهای فیزیک (Foundation of Pyysics) و نشریهٔ روان‌شناسی بریتانیا ارائه می‌شود. آزمایش‌هایی که معمولاً توسط پیراروان‌شناسان انجام می‌شود عبارت‌اند از:
- شماره انداز عدد تصادفی (random number generator) به منظور بررسی مدارک روان‌جنبشی،
- محرومیت حسی از طریقِ آزمایش‌های گانزفلد جهت تست ادراک فراحسی
- تحقیقاتی که تحت قرارداد با دولت ایالاتِ متحده برای بررسی امکان مشاهده از راه دور (remote viewing) صورت می‌گیرد.

پیراروان‌شناسان بر مبنای این تحقیقات تعدادی مطالعات فراتحلیلی (meta-analytical) انجام داده‌اند. در مطالعات فراتحلیلی، داده‌های به‌دست آمده از آزمایش‌های پراکنده، در یک مجموعه دادهٔ بزرگ با یکدیگر ترکیب می‌شوند. تعدادی از این تحلیل‌های آماری در صفحاتی از نشریات اصلی ارائه شده و در زمان خود بحث‌ها و جنجال‌هایی به راه انداختند. پیراروان‌شناسی یک علم حاشیه‌ای محسوب می‌شود (fringe science) می‌باشد، چرا که شامل تحقیقاتی می‌باشد که در مناسب مدل‌های نظری استاندارد (standard theoretical models) قابل قبول برای جریان اصلی علم (mainstream science) نمی‌باشد. دانشمندانی نظیر ری هایمن (Ray Hyman) و جیمز الکوک در صدر منتقدان پیراروانشناسی هم از لحاظ روش شناختی پیراروانشناسان و هم از لحاظ نتایج به‌دست آمده توسط پیراروان‌شناسان قرار دارند. همچنین بسیاری از دانشمندان صاحب نام نیز که به محققان شکاک معروفند نشان داده‌اند که نقص‌های روش شناختی بسیار بهتر از توضیح‌های ناهنجار پیشنهاد شده توسط پیراروانشناسان می‌تواند دلیل به دست آمدن آن دسته از نتایج به ظاهر موفقیت‌آمیز پیراروان‌شناسان را توضیح دهد. همچنین برخی منتقدان عنوان کرده‌اند که پیراروانشناسی از خط علم به سمت شبه علم (pseudosienc)متمایل شده‌است. تا این زمان، هنوز هیچ مدرکی که وجود پدیده‌هایی ماوراءالطبیعه را اثبات کند توسط بنیادهای معتبر علمی (scientific community) پذیرفته نشده‌است.

## تاریخچه
واژهٔ پیراروانشناسی قبل از ۱۸۸۹ توسط روان‌شناسی به نامِ ماکس دسویر) (Max Dessoirایجاد شده بود. به این حال جی.بی. رینه (J.B. Rhine) در دههٔ ۱۹۳۰ این واژه را به منظور نشان دادن تغییر چشمگیر و اساسی به سمت روش‌های آزمایشگاهی در مطالعهٔ پدیده‌های روحی - روانی جایگزین واژهٔ تحقیقات روحی- روانی نمود.

### تحقیقات روحی - روانی اولیه

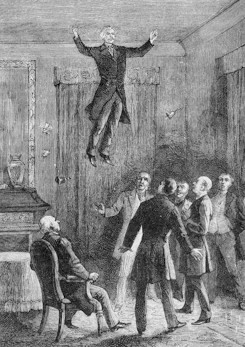

جامعهٔ تحقیقاتِ روحی - روانی (SPR) در ۱۸۸۲ در لندن تأسیس شد. شکل‌گیری SPR اولین تلاش سیستماتیک و نظام‌مند برای سازمان‌دهی دانشمندان و محققان برای یک تحقیق منسجم و انتقادی دربارهٔ پدیده‌های ماوراءالطبیعه بود. اولین اعضای SPR عبارت بودند از فیلسوفان، محققان، دانشمندان، معلمان و سیاستمدارانی نظیر هنری سیدویک (Henry Sidgwick)، آرتور بالفور (Arthur Balfour)، ویلیام کروکز، و چارلز ریچت (Charles Richet).
SPR موضوع‌های مورد مطالعه را به چندین قسمت طبقه‌بندی کرد: تله‌پاتی، هیپنوتیزم، پدیدهٔ رایشنباخ (Reichenbach`s phenomena)، ظهور روح (apparitions)، رفت‌وآمد ارواح (haunts)، و جنبه‌های فیزیکی از روح‌گرایی نظیر واژگون شدن میز (table–tilting) یا ظاهر شدن چیزی از یک منبع ناشناخته یا به عبارت دیگر تجسد (مادی‌سازی) (materalization).
یکی از نخستین تلاش‌های مشترک SPR سرشماری (؟) و طبقه‌بندی توهم‌ها بود که در این راستا تحقیقاتی در زمینهٔ روح و توهم در افراد عاقل صورت دادند. این طبقه‌بندی اولین تلاش این انجمن در راستای ارزیابی آماری پدیده‌های ماوراءالطبیعه بود. نتایج این تحقیقات که در کتاب «توهم‌های زندگی» در سال ۱۸۸۶ منتشر شد همچنان به عنوان یکی از مقاله‌های قابل توجه در پیراروانشناسی محسوب می‌شود. پس از آن، SPR مدلی شد که انجمن‌های مشابهی در کشورهای دیگر اروپا و آمریکا در اواخر قرن ۱۹ نیز به آن پرداختند. این انجمن‌ها تا حد زیادی توسط روان‌شناس معروف ویلیام جیمز پشتیبانی شد و به این ترتیب انجمن آمریکایی تحقیقات فیزیکی (American Society for Psychical) یا ASPR در ۱۸۸۵ در شهر نیویورک تأسیس شد. امروزه، SPR و ASPR همچنان به تحقیقات خود بر روی پدیده‌های PSI ادامه می‌دهند. هدف SPR، که در تمامی نشریه‌ها بارها توضیح داده شده‌است، عبارت است از: بررسی علمی، بدون پیش‌فرض، و عاری از هر گونه تعصبِ آن دسته از توانایی‌های فکر بشر – واقعی یا فرضی – که در فرضیه‌های عموماً شناخته‌شدهٔ حال حاضر غیرقابل توضیح به نظر می‌رسد.

### دوره راین
در ۱۹۱۱ دانشگاه استنفورد به عنوان اولین نهاد علمی درآمریکا به منظور مطالعهٔ پدیده‌های ادراک فراحسی (ESP) و روان–جنبشی (PK) در محیط آزمایشگاهی آغاز به کار کرد. رهبری این تحقیقات به عهدهٔ روان‌شناسی به نامِ ژان ادگار کوور (John Edgar Coover) گذاشته شد. در ۱۹۳۰ دانشگاه دوک دومین مؤسسهٔ بزرگ آموزش آمریکا را برای مطالعات انتقادی ESP و PK در شرایطِ آزمایشگاهی تأسیس کرد. رهبری این تحقیقات بر عهدهٔ ویلیام مک دوگال روان‌شناس معروف) William McDougall (و مشارکت دیگر اعضای دپارتمان از جمله روانشناسانی چون کارل زنر)Karl Zener)، ژوزف بی. راین Joseph B. Rhine و لوسیا ای. راین Louisa E. Rhine گذاشته شد. آزمایش‌های ESP بر روی محصلان دانشگاهی داوطلب آغاز شد. در مقابل رویکردهای تحقیقات روحی – روانی که اصولاً در جستجوی مدارک کیفی برای پدیده‌های ماوراءالطبیعه بود، آزمایش‌ها در دانشگاه دوک به شیوهٔ کمی – آماری و با استفاده از کارت وتاس و این قبیل چیزها صورت گرفت. به دنبال آزمایش‌های ESP در دانشگاه دوک، روش‌های آزمایشگاهی استاندارد برای بررسی ESP توسعه یافته و محققان زیادی از سرتاسر جهان از آن استقبال کردند. انتشار کتاب جی.بی. راین تحت عنوان «مرزهای جدید ذهن» در سال ۱۹۳۷ افکار عمومی را با یافته‌های آزمایشگاهی آشنا کرد.
راین در کتابش واژهٔ پیراروانشناسی را که ماکس دسویر ۴۰ سال پیش ابداع کرده بود برای توصیف تحقیقات انجام شده در دانشگاه دوک به کار برد و این واژه جا افتاد. راین همچنین آزمایشگاهِ خودگردان پیراروانشناسی را در داخل دانشگاه دوک بنا نهاد و همراه با مک دوگال نشریهٔ پیراروانشناسی را ارائه کردند.
آزمایش‌های پیراروانشناسی در دیوک باعث به وجود آمدن انتقادهای فراوانی توسط روانشناسان علمی گردید. این روانشناسان مفاهیم و مدارک ESP را به چالش کشیدند. راین و همکارانش تلاش کردند تا به این انتقادها از طریق طراحی آزمایش‌ها، مقاله‌ها و کتاب‌ها پاسخ دهند. آن‌ها تمامی پاسخ‌هایشان را در کتاب «ادراک فراحسی پس از ۶۰ سال» جمع‌آوری کردند. پس از گذشت چند سال مدیریت انجمن دوک در زمینهٔ پیراروانشناسی ضعیف شد و پس از بازنشستگی راین در ۱۹۶۵ پیوند پیراروانشناختی با دانشگاه از هم گسست. راین پس از چندی بنیاد تحقیقات ماهیت بشر (FRNM) و مؤسسهٔ پیراروانشناسی را به عنوان جانشین آزمایشگاه دوک تأسیس کرد. در ۱۹۹۵ به مناسبت صدمین سالگرد تولد راین، FRNM به مرکز تحقیقات راین تغییر نام یافت. هم‌اکنون مرکز تحقیقاتی راین یک واحد تحقیقاتِ پیراروانشناسی بوده که با هدف «کمک به تقویت وضعیت بشر از طریق ایجاد فهم علمی از آندسته توانایی‌ها و حساسیت‌هایی که به ظاهر فرار از محدودیت‌های فضایی و زمانی معمول می‌باشند»، به کار خود ادامه می‌دهد.

### تأسیس انجمن پیراروان‌شناسی
انجمن پیراروانشناسی (PA) در دورهام، کارولینای شمالی در ۱۹ ژوئن ۱۹۵۷ تأسیس شد. ترکیب و ساختار آن توسط جی.بی. راین بر مبنای یک کارگاه پیراروانشناسی که در آزمایشگاه سابق پیراروانشناسی دانشگاه دوک بنا شده بود پیشنهاد شد. راین پیشنهاد کرد که گروه خود را به شکل یک هسته تحت عنوان یک جامعهٔ بین‌المللی - تخصصی پیراروانشناسی درآورد. هدف سازمان همان‌طور که در متن اساس نامهٔ آن آمده‌است چنین اعلام شد: «پیشرفت پیراروانشناسی به عنوان یک علم، جهت گسترش دانش این رشته و کامل کردن یافته‌های دیگر شاخه‌های علم .» انجمن پیراروانشناسی در سال ۱۹۶۹ تحت رهبری انسان‌شناس معروف مارگارت مید) Margaret Mead (قدم‌های بلندی در راستای پیشرفت رشتهٔ پیراروانشناسی برداشت. اوج این تحقیقات هنگامی بود که انجمن آمریکایی پیشرفت علم (AAAS) یعنی بزرگ‌ترین جامعهٔ علمی در جهان به همکاری با PA پرداخت. با این حال در ۱۹۷۹ فیزیکدانی به نام جان ویلر عنوان کرد که پیراروانشناسی چیزی به جز یک شبه علم نبوده و AAAS بایستی در پذیرفتن PA و همکاری با این انجمن بازنگری کند. با این حال تلاش‌های او برای حذف وابستگی این رشته با AAAS بی‌ثمر ماند. هم‌اکنون، PA از حدود ۳۰۰ عضو از سراسر جهان تشکیل شده‌است که از AAAS حمایت می‌کنند. سالانه AAAS همایشی برگزار می‌کند که در آن پیراروانشناسان می‌توانند تحقیقات خود را در معرض دید دانشمندان رشته‌های دیگر گذاشته و فعالیت‌های پیراروانشناسی را تحت نفوذ سیاست‌های علمی AAAS ادامه دهند.

### دههٔ افزایش تحقیقات (دههٔ ۱۹۷۰)
وابستگی انجمن روان‌شناسی (PA) به انجمن آمریکایی پیشرفت علم (AAAS)، همراه با مطرح شدن عمومی پدیده‌های روحی- روانی و اسرارآمیز در دههٔ ۱۹۷۰ منجر به افزایش تحقیقات پیراروانشناسی طی این دوره شد. در همین راستا سازمان‌های برجستهٔ دیگری نیز شکل گرفتند. سازمان‌هایی نظیر مؤسسهٔ پیراروانشناسی و پزشکی (۱۹۷۰)، مؤسسهٔ فراعلم (۱۹۷۱)، مؤسسهٔ تحقیقات دین و روح، موسسهٔ علوم ادراکی – معرفتی، انجمن بین‌المللی تحقیقات کیرلیان (۱۹۷۵)، و آزمایشگاه تحقیقاتی بررسی فنی پدیده‌های نامتعارف پرینستون (۱۹۷۹). همچنین در همین زمان تحقیقات پیراروانشناختی در مؤسسهٔ تحقیقاتی استانفورد (SRI) نیز صورت می‌گرفت. در مجموع قلمروی پیراروانشناسی در این سال‌ها گسترش یافت. در همین سال‌ها بود که روان‌پزشکی به نام یان استیونسن) Ian Stevenson (بخش زیادی از تحقیقات جنجال‌برانگیز خودش را در زمینهٔ تناسخ انجام داد. روان‌شناسی به نام تلما موس) Thelma Moss (مشغول مطالعهٔ عکس برداری کریلیان)Kirlian photography (در آزمایشگاه پیراروانشناسی UCLA شد. نفوذ معلمان روحانی از آسیا و ادعای آن‌ها مبنی بر ایجادِ توانایی‌های خاص از طریق مدیتیشن (تفکر، عبادت) باعث شد تا تحقیقاتی بر حالت‌های تغییر یافتهٔ هوشیاری صورت بگیرد. فیزیکدانی به نام راسل تارگ در ۱۹۷۴ اصطلاح مشاهده از راه دور را برای استفاده در برخی از کارهایش در SRI ابداع کرد. طی این دوره، توجه آکادمی‌های بیرون از پیراروانشناسی نیز به این موضع جلب شد. در ۱۹۷۹ طی آماری که از ۱۱۰۰ پروفسور دانشگاهی انجام شد معلوم شد که در آمریکا تنها ۲ ٪ از روانشناسان ادراک فراحسی را غیرممکن می‌دانستند. شمار بسیار بیشتری (۳۴ ٪) اظهار کردند که ESP را به عنوان یک واقعیت اثبات شده یا ممکن قبول دارند. این درصد حتی در برخی مناطق بالاتر بود. ۵۵ ٪ دانشمندان علوم طبیعی، ۶۶ ٪ دانشمندان علوم اجتماعی (به استثنای روانشناسان)، و ۷۷ ٪ آکادمی‌های هنر و علوم انسانی و آموزشی عقیده داشتند که تحقیقات ESP ارزش بررسی دارند.
موج تحقیقات ماوراءالطبیعه طی دههٔ ۱۹۷۰ادامه یافت و به دههٔ ۱۹۸۰ کشیده شد. در انتهای دههٔ ۱۹۸۰، انجمن پیراروانشناسان گزارش داد که در بیشتر از ۳۰ کشور جهان اعضای مشغول به کار دارد. علاوه براین، تحقیقاتی جدا از PA در اروپای شرقی و شوروی سابق صورت گرفت.

### پیراروانشناسی در حال حاضر
از دههٔ ۱۹۷۰، تحقیقاتِ پیراروانشناسی معاصر در آمریکا به‌طور قابل توجهی کاهش یافت. تحقیقات اولیه پس از بررسی مجدد بی دقت و بدون نتیجه در نظر گرفته شد و پیراروانشناسان با مخالفت شدید همکاران آموزشی شان مواجه شدند. برخی اثرات نظیر عکس‌برداری کیرلیان که ماوراءالطبیعه و نامتعارف پنداشته می‌شد، تحت شرایط کنترل شدهٔ دقیق تر لو رفت و عمر نظریه‌شان به پایان رسید. همچنین بسیاری از آزمایشگاه‌های دانشگاهی در آمریکا بسته شد. دلیل این مسئله، فقدان استانداردهای لازم برای پذیرش توسط جریان کلی علم عنوان شد. در نتیجه پیراروانشناسی به موسسه‌های خصوصی با منابع خصوصی، محدود شد. پس از ۲۸ سال تحقیق، آزمایشگاه تحقیقات بررسی فنی پدیده‌های نامتعارف پرینستون در سال ۲۰۰۷ به تحقیقات خود پایان داده و اعلام بازنشستگی کرد. با این حال دو دانشگاه در آمریکا همچنان جان‌سختی می‌کنند و دارای آزمایشگاه‌هایی برای پیراروانشناسی هستند. آن‌ها تحقیقات را بین خود بدین شکل تقسیم کرده‌اند که حوزه روان‌پزشکی – پزشکی دانشگاه ویرجینیا به مطالعهٔ امکان بقای خودآگاهی پس از مرگ می‌پردازد، و آزمایشگاه وریتاس دانشگاه آریزونا تحقیقاتِ آزمایشگاهی واسطه‌ها (میانجی‌ها) را هدایت می‌کند. همچنین چندین مؤسسهٔ خصوصی، از جمله موسسهٔ علوم ادراکی – معرفتی، به ترویج تحقیقات پیراروانشناختی می‌پردازند.
در اروپا نیز بریتانیا با تأسیس آزمایشگاه‌های خصوصی در دانشگاه ادینبرا، نورت هامپتون و لیورپول مطالعات پیراروانشناسی را دنبال می‌کند. تحقیقات پیراروانشناختی همچنین توسط دیگر شاخه‌های فرعی روان‌شناسی نیز دنبال می‌شود. این شاخه‌ها عبارت ست از روان‌شناسی انتقال شخصیتی (transpersonal psychology) که جنبه‌های به اصطلاح متعالی یا روحانی ذهن بشر را مطالعه می‌کند و روان‌شناسی غیرمتعارف که به بررسی باورهای نامتعارف و ماوراءالطبیعه و تجربیات ذهنی غیرعادی در قالب روش‌های روان‌شناسی سنتی می‌پردازد.

## تحقیقات

### قلمرو
پیراروانشناسان به مطالعهٔ شماری از پدیده‌های ماوراء طبیعهٔ (صوری) قابل مشاهده می‌پردازند. از جمله:
- تله‌پاتی: انتقال اطلاعات مربوط به افکار یا حواس از فردی به فرد دیگر از طریقی غیر از ۵ حس اصلی.
- پیش آگاهی (Precognition): ادراک اطلاعات در مورد مکان‌ها یا رویدادهای آینده قبل از اینکه رخ دهند.
- غیب گویی یا بصیرت (clairvoyance): کسب اطلاعات دربارهٔ مکان‌ها یا رویدادها در مکان‌های دور دست ناشناخته برای علم کنونی بشر.
- روان - جنبشی: (جنبش پیراروانی) توانایی ذهن برای تأثیرگذاری بر ماده، زمان، مکان یا انرژی از طریق روشی ناشناخته برای علم کنونی بشر.
- تناسخ (Reincarnation): تولد دوباره یک روح یا یک جنبهٔ غیر – جسمانی دیگر از هوشیاری بشر در یک بدنِ جسمانی پس از مرگ.
- رفت‌وآمد ارواح (Hauntings): پدیده‌ای که اغلب به ارواح نسبت داده می‌شود. همچنین شامل رویارویی فرد با افراد مرده یا همراه با تعلقات پیشین فرد که به‌طور مرتب رخ می‌دهد.

تعاریفی که در بالا ارائه شد ممکن است موارد کاربرد اصلی آن‌ها را و همچنین نظریات تمامی پیراروانشناسان و انتقادهایشان را منعکس نکند. بسیاری از منتقدان عقیده دارند که پیراروانشناسان به مطالعهٔ پدیده‌هایی می‌پردازند که تحت شرایط آزمایشگاهی کاملاً دقیق و سخت گیرانه تمامی آن‌ها ناپدید شده و معلوم می‌شود که فرایندهایی عادی و معمولی بیش نبودند. به گفتهٔ انجمن پیراروانشناسی نیز اظهار کرده‌است که پیراروانشناسان به مطالعهٔ تمامی پدیده‌های ماوراء طبیعه نمی‌پردازند. آن‌ها با طالع بینی، بشقاب پرنده‌ها، پاگنده‌ها، الحاد گرایی، یوری‌ها، خون‌آشام‌ها، کیمیاگری یا جادوگری سر و کار ندارند.

### روش‌شناسی
پیراروانشناسان هنگام مطالعهٔ پدیده‌های نامتعارف قابل مشاهده از رویکردهای گوناگونی بهره می‌گیرند. این روش‌ها عبارت‌اند از رویکردهای کیفی مورد استفادهٔ روان‌شناسی سنتی، و همچنین روش‌های تجربی کمی. اما مطالعاتی که بیش از همه جنجال‌برانگیز بوده‌اند مربوط به استفاده از فراتحلیل در بررسی مدارک اماری SPI می‌باشد.

### تحقیقات آزمایشی

#### گانزفلد
گانزفلد در آلمانی به معنای محیط وسیع، تکنیکی ست که برای بررسی تله‌پاتی در افراد مورد استفاده قرار می‌گیرد. در این تکنیک محیط دیداری و شنیداری فرد عایق شده و تداخلات ذهنی فرد رو به خاموشی می‌رود. عایق نمودن حس بینایی معمولاً از طریقِ تابش نور قرمز ملایم می‌باشد که این کار از طریق چسباندن توپ‌های پینگ پونگ به چشمان داوطلب گیرنده صورت می‌گیرد. حس شنوایی فرد گیرنده نیز معمولاً از طریقِ پخش یک صدای ساکن یا صداهایی شبیه این‌ها مسدود می‌شود. همچنین فرد در یک موقعیت دراز کشیده و راحت قرار داده می‌شود تا حساسیت لامسه به حداقل برسد. در یک آزمایش گانزفلد نوعی، یک فرد به عنوان گیرنده و فردی دیگر به عنوان فرستنده وجود دارند که هر دو در محیط عایق قرار داده می‌شوند. فرد دریافت‌کننده در موقعیت محیط گانزفلد قرار می‌گیرد. آنگاه به فرد فرستنده یک ویدئوکلیپ یا تصویر ساکن نشان دهد می‌شود و از او خواسته می‌شود که به صورت ذهنی این تصویر را به فرد گیرنده منتقل کند. از فرد دریافت‌کننده نیز که در محیط کانزفلد قرار دارد خواسته می‌شود که به‌طور پیوسته با صدای بلند راجع به حالات ذهنی خود یعنی تصاویر، افکار و احساسات خویش سخن بگوید. در انتهای دورهٔ فرستادن اطلاعات که معمولاً حدود ۲۰ تا ۴۰ دقیقه طول می‌کشد، فرد دریافت‌کننده از اتاق گانزفلد بیرون آورده می‌شود و به او ۴ تصویر یا کلیپ نشان داده می‌شود. یکی از این ۴ تصویر یا کلیپ، مورد درست می‌باشد و سه تای دیگر برای فریب ارائه شده‌اند. فرد دریافت‌کننده تلاش می‌کند تا مورد درست را انتخاب کند. در واقع او تلاش می‌کند تا از تجربیات ادراکی خویش حین موقعیت گانزفلد به عنوان آثاری از آنچه که ممکن است به‌طور ذهنی از تصویر ارسالی به‌دست آمده باشد استفاده کند. نتیجهی این آزمایش گانزفلد به‌طور منفرد از وجود هیچ پدیدهٔ ماوراءالطبیعه خبر نمی‌دهد؛ و فرد تقریباً به همان میزان که قوانین احتمال پیش‌بینی می‌کنند یعنی ۲۵ ٪ قادر به تشخیص گزینهٔ صحیح می‌باشد. با این وجود هنگامی که از روش فراتحلیل استفاده می‌شود نتایج تا حدی متفاوت است. طبق گفتهٔ پیراروانشناسانی نظیر دین رادین (Dean Radin)، چارلز هونورتن (Charles Honorton) و داریل بم (Daryl Bem)، هنگامی که نتایج آزمایش‌های گانزفلد –که از بیشتر از ۳۰۰۰ جلسهٔ گانزفلد به وسیلهٔ ۲۴ محقق از سرتاسر جهان به‌دست آمده – در یک فراتحلیل گرد هم آمدند، نشان دهندهٔ این بود که به‌طور متوسط، فرد دریافت‌کننده بیشتر از آنچه که تنها از طریق احتمال و شانس انتظار می‌رود تصویر درست را انتخاب می‌کند. از آنجاییکه این فراتحلیل از نتایج گانزفلد از لحاظ آماری بامعنا در نظر گرفته شد، در بین نشریات اصلی روان‌شناسی علمی بحث و جدل‌های بسیاری در مورد چگونگی تفسیر صحیح نتایج به وجود آمد.

#### قضاوت از دور
آزمایش‌های قضاوت از راه دور به محک توانایی فرد برای به‌دست آوردن اطلاعات از یک هدف دوردست نظیر یک شیء، مکان یا فرد که از ادراک فیزیکی فرد قضاوت‌کننده پنهان است و معمولاً فرد قضاوت‌کننده با آن‌ها فاصله دارد می‌پردازد. در یک نوع آزمایشِ قضاوت از راه دور چند صد تا عکس ساخته می‌شود. یکی از این عکس‌ها به‌طور اتفاقی توسط شخص ناشناسی به عنوان عکس مورد نظر انتخاب می‌شود. پس از آن در یک مکان دور از دسترس کنار گذاشته می‌شود. فرد قضاوت‌کننده از دور تلاش می‌کند تا طرح آن عکس را ترسیم کند یا عکس مورد نظر را توصیف کند. این مراحل با انواع مختلفی از اشیاء تکرار می‌شود. بسیاری از راه‌های ارزیابی تحلیلی  نتایج این‌طور آزمایش‌های گسترش داده شده‌اند. یک روش متداول دیگر، ایجاد یک گروه هفت تایی از عکس‌های مورد نظر و پاسخ‌های مشخص افراد نسبت به این عکس‌ها و آنگاه به‌طور تصادفی مخلوط نمودن تصاویر و پاسخ‌های مورد نظر است. سپس از قضاوت‌کنندهٔ مستقل خواسته می‌شود تا عکس‌های درست را با پاسخ‌های واقعی افراد مطابقت داده و به این ترتیب آن‌ها را رتبه‌بندی کند. این روش چنین در نظر می‌گیرد که اگر شکل غیر متعارفی از انتقال اطلاعات وجود داشته باشد بایستی افراد بتوانند پاسخ‌های درست را با عکس‌های درست بیشتر از سایر عکس‌ها مطابقت دهند. طی ۲۵ سال گذشته صدها آزمایش در این زمینه توسط محققان انجام شده‌است. برای نمونه می‌توان به آزمایشگاه تحقیقاتی بررسی فنی پدیده‌های غیرمتعارف پرینستون (PEAR) در دانشگاه پرینستون و همچنین توسط دانشمندان در SRI بین‌المللی و SAIC تحت قرار داد با دولت آمریکا اشاره کرد. تمامی داده‌های جمع‌آوری شده توسط محقق علم ماوراءالطبیعه رابرت جی. یان و روان‌شناس برندا دان در PEAR جهت یافتن مدرکی در تأیید قضاوت از راه دور بررسی می‌شود.

#### روان‌جنبشی بر روی شماره‌انداز تصادفی اعداد
ظهور تکنولوژی‌های کامپیوتری و الکترونیکی بسیار قوی و کم هزینه امکان رشد و پیشرفت مطالعات تجربی کاملاً خودکار در زمینهٔ تمامی فعل و افعالات موجود بین ذهن و ماده را فراهم کرده‌است. در یکی از متداول‌ترین این نوع آزمایش‌ها، یک شماره انداز تصادفی اعداد (RNG) که بر مبنای پارازیت‌های رادیواکتیو یا الکترونیکی بنا شده، یک جریان از داده تولید می‌کند که این جریان اطلاعاتی توسط نرم‌افزارهای کامپیوتری ضبط و تجزیه تحلیل می‌گردد. فرد تلاش می‌کند تا به‌طور ذهنی توزیع شماره‌های اتفاقی را تغییر دهد. از نظر کارکرد این آزمایش معادل پرتاب سکه‌است که در آن فرد تعمداً بتواند هنگام پرتاب یک سکه در هوا بیشتر از ۵۰ ٪ شیر بیاورد. مزایای آزمایش RNG اینست که در این روش شرایط می‌تواند به خوبی کنترل شده و همچنین جمع‌آوری مقدار زیادی از اطلاعات در مدت زمان بسیار کوتاهی ممکن است. این تکنیک هم برای تست کردن افراد برای روان –جنبشی و هم برای تست تأثیر احتمالی فرد بر RNG در گروه‌های بزرگ به کار برده می‌شود. فراتحلیل بسیار بزرگی از اطلاعات مبنی بر RNG هر چند سال یکبار از زمان ظهورش در ۱۹۸۶ در نشریهٔ انجمن فیزیک به چاپ رسیده‌است. بنیان‌گذار مؤسسهٔ PEAR رابرت. جی. جان و همکارش برندا دان می‌گویند که اندازهٔ تأثیر در تمامی موارد بسیار اندک بوده، اما در طول زمان و طراحی‌های تجربی ثابت بوده و اگر به‌طور کلی در نظر بگیریم این آزمایش از لحاظ آماری معنا دار است. جدیدترین فراتحلیل در مجلهٔ روان‌شناسی به همراه چندین تفسیر انتقادی به چاپ رسید. این فراتحلیل شامل ۳۸۰ مطالعه می‌شد که برخی محققان عنوان کردند که اندازه تأثیر در مجموع بسیار اندک ولی از لحاظ آماری معنادار است.

#### تداخلات ذهنی مستقیم با سیستم‌های جاندار
قبلاً به آن PK زیستی گفته می‌شد. «در این روش (DMILS) به مطالعهٔ تأثیرات ارادهٔ یک فرد بر موقعیت روانشناختی یک فرد در مکانی دیگر می‌پردازد. یک نوع از آزمایش‌های DMILS که گزارش آن متداول می‌باشد ،» احساس اینکه کسی به شما زل زده‌است می‌باشد ." فرد زل زننده و فردی که قرار است به او زل زده شود در مکان‌های متفاوتی که عایق هستند قرار داده می‌شوند. آنگاه از فرد زل زننده خواسته می‌شود تا در دوره‌های زمانی خاصی از طریق اتصال ویدئویی مداربسته به فردی که در نقش دریافت‌کننده است یک چشمک ساده بزند. در همین اثنا فعالیت سیستم عصبی فرد مخاطب به‌طور خودکار و پیوسته بررسی می‌شود. روشی که پیراروانشناسان مجموع داده‌های این آزمایش و آزمایش‌های DMILS مشابه را تفسیر کرده‌اند نشان می‌دهد که توجه یک فرد به سوی یک فرد دور از دسترس، یعنی فردی عایق می‌تواند به‌طور قابل توجهی سیستم عصبی فرد را فعال کرده یا از فعالیت بازدارد! در یک فراتحلیل که از این آزمایش‌ها در ژورنال روان‌شناسی بریتانیا در سال ۲۰۰۴ منتشر شد، محققان دریافتند که یک اثر بسیار کوچک اما معنادار از مجموع DMILS می‌توان برداشت کرد. با این وجود، این مطالعه همچنین مشخص کرد هنگامی که یک تعداد کم از مطالعات شدیداً سخت گیرانه و دقیق که تنها از یک آزمایشگاه به‌دست آمده تجزیه تحلیل می‌شوند، اندازهٔ تأثیر به هیچ وجه معنی دار نیست. مؤلفان نتیجه‌گیری کردند که گرچه وجود برخی پدیده‌های مربوط به خواستن از راه دور نمی‌تواند کاملاً  منتفی دانسته شود، با این وجود در حال حاضر به دلیل کمبود مفاهیم تکرار شوندهٔ مستقل و نظری، هیچ مدرکی در تأیید وجود چنین پدیده‌ای وجود ندارد.

### آزمایش‌های مربوط به لحظات نزدیک به مرگ
تجربه نزدیک به مرگ (NDE) تجربه‌ای ست که توسط یک فرد که نزدیک به مرگ بوده‌است یا یک مرگ پزشکی (بالینی) را تجربه کرده و سپس دوباره به هوش آمده‌است گزارش می‌شود. NDEها شامل یک یا چند تا از تجریبات زیر می‌شوند: احساس مردن، تجربهٔ خارج شدن از تن و مشاهدهٔ نواحی اطراف، حس طاقت فرسا و شدید عشق و صلح، حس حرکت به سمت بالا از طریقِ یک راهروی باریک و تونل مانند، ملاقات کردن با قوم و خویش‌های از دنیا رفته یا پیکرهای روح مانند، مواجه شدن با موجود نورانی یا خود نور، تجربهٔ مرور شدن زندگی، رسیدن به مرزها و حاشیه‌ها، و احساس بازگشت به بدن، اغلب همراه با بی میلی و اکراه. علاقه به NDE اصولاً با تحقیقات روانپزشکانی همچون الیزابت کوبلر – رز (Elisabeth Kübler-Ross)، جرج ریچی (George Ritchie) و ریموند مودی جی. آر (Raymond Moody Jr) آغاز شد. ریموند مودی در سال ۱۹۹۸ به کرسی مطالعات مربوط به هوشیاری در دانشگاه نوادا لاس وگاس منسوب شد. انجمن بین‌المللی مطالعات تجربیات نزدیک به مرگ (IANDS) در ۱۹۷۸ جهت برآوردن نیازهای محققان اولیه و تجربه کنندگان درون این رشته از تحقیقات تأسیس شد. محققان بعدی نظیر بروس گریسون(Bruce Greyson)، روان‌شناس کنت رینگ (Kenneth Ring) و کالبدشناس میخایل سابوم(Michael Sabom) مطالعهٔ تجریبات نزدیک به مرگ را در زمینهٔ علمی مطرح کردند.

### روان‌شناسی غیرعادی
شماری از مطالعات که در قاره‌های آمریکا، اروپا و استرالیا انجام شد معلوم کرد که افراد بسیاری تجربه‌هایی داشته‌اند که می‌توانسته‌است به عنوان تله پاتی، الهام (پیش آگاهی) و پدیده‌های مشابه تفسیر شود. متغیرهایی که با گزارش پدیدهٔ PSI همراه بودند عبارت بودند از: باور به واقعیت داشتن PSI، گرایش به داشتن حالت‌های خواب‌آور و تجزیه‌کننده و دیگر تغییرها در هوشیاری، و اعتماد نداشتن به بیماری‌های عصبی، روان رنجوری، برون‌گرایی و آشکاری و وضوح تجربه. هرچند تجربیات مربوط به PSI می‌تواند در زمینهٔ اختلال‌هایی نظیر آسیب‌های روانی، شخصیت‌های اسکیزوفرنی گونه، اختلال‌های تجزیه‌کننده و سایر اختلال‌ها رخ بدهد، اکثر افرادی که واقعیت داشتن PSI را تأیید می‌کردند سالم بوده و فاقد آسیب‌های جدی جسمانی هستند. آن‌ها همچنین دچار ضایعات کمبود عقلانی و ناتوانایی شناختی نبودند.

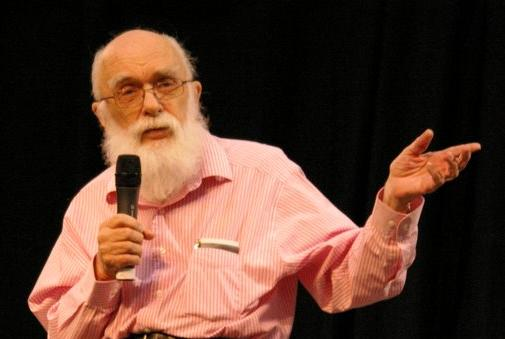

## انتقادها
دانشمندان انتقاد از پیراروانشناسی را با این حکم آغاز می‌کنند که ادعاهای غیرعادی، مدارک غیرعادی نیز طلب می‌کند. به سخن دیگر چنین استدلال می‌کنند که فرضی که ناقض قرن‌ها تحقیق علمی می‌باشد چنانچه بخواهد مورد قبول واقع شود بایستی شواهد و مدارک غیرعادی نیز ارائه کند. بسیاری از تحلیل گران پیراروانشناس عقیده دارند که مدارکی از پیراروانشناسی که معنادار در نظر گرفته شده‌اند همگی دارای کیفیت آزمایش پایینی بوده و تحت شرایط دقیق کنترل نشده‌اند. در نظر آنها، شاخهٔ پیراروانشناسی به‌طور کلی نتوانسته‌است هیچ گونه نتیجهٔ قطعی ارائه کند.
آن‌ها نمونه‌هایی از جعل و کلاه‌برداری، مطالعاتِ پر از کاستی، نیاز روانشناختی به عرفان پرستی و شهود پرستی و نهایتاً تعصبات شناختی را به عنوان دلایلی برای نتایج پیراروانشناختی به‌دست آمده عنوان می‌کنند. کسانی که یافته‌های پیراروانشناسی را با دیدهٔ شک می‌نگرند همچنین عقیده دارند که کشش و تمایل افراد به باور پدیده‌های غیرعادی اغلب بسیار قویتر از مدارکی که وجود ندارد می‌باشد. واقعیت پدیده‌های پیراروانشناختی و اعتبار علمی تحقیقاتِ پیراروانشناسان مایهٔ اختلاف نظر و مخالفت‌های دنباله داری شده‌است. روش‌های پیراروانشناسان از دیدگاه بسیاری از شکاکان (skeptics) شبه علم خوانده می‌شود. برخی منتقدان حرفه‌ای تر اظهار کرده‌اند که پیراروانشناسی نه مادهٔ موضوعی تعریف شده‌ای دارد، نه یک آزمایش که به راحتی تکرارپذیر باشد و بتواند یک PSI به هنگام درخواست نمایش دهد، و نه یک نظریهٔ اصولی جهت توضیح انتقال غیرعادی اطلاعات. جیمز ای. آلکوک (James E. Alcock) پروفسور روان‌شناسی دانشگاه یورک می‌گوید که تعداد کمی از نتایج تجربیات پیراروانشناختی به تحقیقات بین رشته‌ای و همکاری با علوم اصلی نظیر فیزیک یا بیولوژی دست زده‌اند. آلکوک استدلال می‌کند که در سیر علوم، پیراروانشناسی به حدی منزوی خواهد شد که درستی و بر حق بودن آن به کلی زیر سؤال برود و در مجموع زدن برچسب علم به این شاخه هیج توجیهی ندارد.

### کلاه‌برداری و جعل
نمونه‌هایی از کلاه‌برداری و جعل در طول تاریخ تحقیقات پیراروانشناسی وجود داشته‌است. آزمایش‌های سول گولدنی (Soal-Goldney) بین سال‌های ۱۹۴۱ تا ۱۹۴۳ (برای نشان دادن توانایی پیش آگاهی (الهام) در افراد) تا مدت‌ها به عنوان یکی از بهترین آزمایش‌های رشتهٔ پیراروانشناسی در نظر گرفته می‌شد چرا که در این آزمایش‌ها پیراروانشناسان برای جلوگیری از هر گونه کلک و جعل به رسیدگی مستقل و بی‌طرفانه شدیداً تکیه می‌کردند. با این وجود سال‌ها بعد، هنگام آشکارسازی مدارک آماری جعل و کلاه‌برداری مدارک تأیید شد. نکتهٔ جالب این بود که این اسناد توسط پیراروانشناسان شاخه‌های دیگر به چاپ رسید. بررسی این یافته‌ها معلوم کرد که سول با تغییر داده‌های خام و اولیه حقه زده‌است.
والتر جی. لوی(Walter J. Levy) مدیر «مؤسسهٔ پیراروانشناسی»، یک سری از آزمایش‌های ESP موفق که شامل دستکاری تحت کنترل کامپیوتر موارد غیرانسانی از جمله تخم‌ها و موش‌های صحرایی بود را گزارش کرد. آزمایش‌های او نتایج مثبت قابل توجهی نشان دادند. از آنجایی‌که اشیا غیرانسانی بودند، و همچنین محیط آزمایشی بسیار اتوماتیک بود، در آن زمان به آزمایش‌های او هیچ گونه انتقادی مبنی بر تأثیر آزمایش‌گر بر تحقیق وارد نشد و سؤال مربوط به تأثیر باور و اعتقاد شیء مذکور در نتیجهٔ نهایی آزمایش به کلی حذف شد. با این وجود تحقیقات افراد پس از لوی باعث به وجود آمدن بدگمانی نسبت به روش او گردید. پس از آن محققان دریافتند که لوی در تجهیزات ثبت داده‌ها دست برده و به صورت دستی یک ردیف نتایج مثبت دروغین ایجاد کرده‌است. راین، لوی را اخراج کرد و گزارش داد که در تعدادی از مقالات، جعل صورت گرفته‌است.
بسیاری از افراد واسطه که معتقد به روح هستند در حقیقت کاری به جز کلاه‌برداری انجام نمی‌دهند. برخی از این حقه بازی‌ها توسط محققان فیزیکی پیشین نظیر ریچارد هاجسون(Richard Hodgson) و هری پرایس (Harry Price) آشکار شده‌است. در سال ۱۹۲۰ شعبده باز و اسکاپالوژیست(escapologist) معروف هاری هودینی اعلام کرد که تاکنون محققان و مشاهده کنندگان نتوانستند شیوهٔ آزمایشی که به‌طور کامل از کلاه‌برداری و جعل جلوگیری کند ایجاد کنند. در سال ۱۹۷۹ شعبده باز و دبانکر مشهور (debunker)کسی که تبحر خاصی در باطل کردن پدیده‌های ماوراءالطبیعه دارد یعنی جیمز رندی (James Randi) یک شوخی گول زننده ترتیب داد. این شوخی هم‌اکنون به پروژهٔ آلفا مشهور است. رندی دو شعبده باز جوان را فریب داد به این شکل که برای آن‌ها بسته‌ای از آزمایشگاه مک دونال دانشگاه واشینگتن به همراه روش‌های آزمایش ضعیف و این فکر ساده لوحانه که در پیراروانشناسی متداول شود فرستاد. با اینکه هیچ توضیح رسمی یا انتشاراتی از آزمایشگاه مک دونیل از درستی اثرات نشان داده شده توسط دو شعبده باز مبنی بر حقیقی بودن آزمایش‌ها پشتیبانی نمی‌کرد، هر دو شعبده باز فریب خورده توسط جیمز رندی طی یک دورهٔ ۴ ساله با اثبات خیالی و فرضی خم کردن فلز از راه دور به‌طور گزارشی گول خوردند. چنین شکست‌های روش شناختی به عنوان مدارکی ست که اثبات می‌کند: اگر نگوییم همه- دست کم اکثر - نتایج غیرعادی به‌دست آمده در پیراروانشناسی از خطاها یا جعل‌ها حاصل شده‌است.

### انتقاد از نتایج آزمایشگاهی
هرچند برخی از تجزیه تحلیل کنندگان انتقادی احساس می‌کنند که مطالعات پیراروانشناختی علمی هستند، با این وجود آن‌ها نتایج آزمایشگاهی به‌دست آمده را قبول ندارند. مرورگران شکاک ادعا می‌کنند که نتایج آزمایشگاهی موفق در PSI ظاهراً بیشتر از آنکه به دلیل اثرات PSI حقیقی به‌دست آمده باشند، به سبب شیوه‌های غیر دقیق و طرز کار نامرتب، محققان ضعیف و کاملاً آموزش ندیده یا حقه‌های روش شناختی به‌دست آمده‌اند. برای نمونه داده‌های به‌دست آمده از آزمایشگاه PEAR توسط منتقدانی نظیر پروفسور آماری جسیکا آتس(Jessica Utts) و روان‌شناس برجسته ری هایمن(Ray Hyman) نقد شده‌است. آتس ادعا کرده‌است که اشکالات بیشماری این آزمایش‌های در رابطه با در نظر گرفتن رندم‌سازی (تولید عدد تصادفی)، خط مبنای آماری و کاربرد مدل‌های آماری دارا هستند و همچنین ارزش قابل توجهی که به آزمایش‌هایی که معنادار هستند اختصاص داده می‌شود باعث شده‌است که مطالعات فرایندهای آماری و آزمایشگاهی قابل قبول نبوده و با نقص و اشکال همراه باشد.
هایمن عنوان می‌کند که حتی اگر آزمایش‌ها می‌توانست منجر به کشف یافته‌هایی از مطالعاتِ پیراروانشناختی معین تحت شرایط ویژه نیز بشود، باز هم این با نتیجه‌گیری مبنی بر وجود کارکردهای روانی که در حال حاضر ادعا می‌شود، بسیار فاصله دارد. همچنین گفته شده‌است که در نظر گرفتن وجود PSI خود آغازی برای پرسش‌های بیشماری ست. به این دلیل که: ۱: چنانچه یک فرد روانی باشد، آنگاه آن فرد در آزمایش‌ها از تصادف بهتر عمل خواهد کرد. از آنجاییکه این فرد از تصادف بهتر عمل می‌کند آنگاه آن فرد بایستی روانی در نظر گرفته شود و بایستی به عنوان سفسطه در روند اثبات پیامدها در نظر گرفته شود!

### انتخاب جانبدارانه (سوگیری انتخابی) و فراتحلیل
منتقدان همچنین عنوان کرده‌اند که انتخاب‌های جانبدارانه و گزارش‌های دستچین شده دلیل به‌دست آمدن برخی نتایج مثبت گزارش شده توسط پیراروانشناسان است. این مسئله تحت عنوان «مشکل پرونده‌های بایگانی شده» بررسی می‌شود. این مشکل هنگامی به وجود می‌آید که تنها نتایج مثبت و موفق مطالعات، مطرح شود و در اختیار رسانه‌های عمومی قرار بگیرد در حالی که مطالعات همراه با نتایج منفی یا خنثی مطرح نشده و بایگانی شوند. گزارش‌های انتخابی و دستچین شده، تأثیر عمیقی بر فراتحلیل‌ها - یک تکنیک آماری ست که در آن نتایج تعداد زیادی تحقیق با هدف تولید قدرت آماری کافی برای نشان دادن یک نتیجه گردآوری می‌شوند – گذاشته‌است. در واقع فراتحلیل ضعف و ناتوانی آزمایش‌ها به‌طور منفرد را می‌پوشاند. این منتقدان اظهار می‌کنند که  نتیجهٔ مطالعات منفرد به تنهایی قادر به نمایش اثر معنادار در یک سطح آماری قابل توجه نیستند. برای مثال، اخیراً یک فراتحلیل که از ترکیب ۳۸۰ مطالعه بر روی روان – جنبشی که از آزمایشگاه PEAR به‌دست آمده‌است انجام شد. سپس معلوم شد که هرچند به‌طور کلی و در مجموع اثر آماری معناداری وجود دارد اما این اثر ثابت نبوده و تعداد نسبتاً کمی مطالعات منفی می‌توانند آن را باطل کنند؛ بنابراین، انتخاب آزمایش‌های دارای نتایج مثبت و حذف آزمایش‌های خنثی یا منفی می‌تواند دلیل این مسئله باشد.
محبوبیت فراتحلیل در پیراروانشناسی توسط محققان بیشماری به شدت مورد انتقاد قرار گرفته‌است و اغلب به عنوان عامل دردسر حتی در خود پیراروانشناسی محسوب می‌شود . منتقدان گفته‌اند که پیراروانشناسان از فراتحلیل‌ها برای تولید این عبارت دروغین که نتایج معنادار آماری به‌دست آمده نشان دهندهٔ وجود پدیدهٔ PSI است سوء استفاده می‌کنند.
محققی به نام جی.ای. کندی عنوان کرده‌است که فراتحلیل‌ها در سایر شاخه‌های علم و پزشکی نیز مانند مشکلات به وجود آمده توسط پیراروانشناسان نگرانی‌هایی در مورد استفاده از فراتحلیل‌ها ایجاد کرده‌است. در یک تحلیل دیگر، منتقدان اعلام کردند که روش‌های مختلف تحقیق فرصتی برای تولید نتایج سوگیرانه از طریقِ  انتخاب موارد دستچین شده برای مطالعه، روش‌های بکارگرفته شده و سایر ملاک‌های اساسی و تعیین‌کننده فراهم می‌کنند. منتقدان می‌گویند که مشکلات مشابهی در کاربرد فراتحلیل در پزشکی وجود دارد در حالی که به دلیل وجود عملکرد متفاوت محققان در این رشته، از فراتحلیل‌های یک مجموعه که مشابه فراتحلیل‌های پیراروانشناسی بود، نتیجه‌گیری‌های کاملاً متضادی به‌دست آمده‌است.
بنیاد آموزشی جیمز رندی که توسط شعبده باز و شکاک معروف جیمز رندی در سال ۱۹۹۶ تأسیس شده‌است، جایزه‌ای به ارزش یک میلیون دلار برای کسی تعیین کرده‌است که بتواند تحت کنترل دقیق و علمی هرگونه نشانه‌ای از مسائل غیرطبیعی، ماوراء طبیعی، نیروهای پنهان یا اتفاقاتی که نشان از وجود چنین چیزهایی بدهد به اثبات برساند. تمام این آزمایش‌ها با تأیید و حضور شخص متقاضی برگزار می‌شود. در اکثر موارد از متقاضی خواسته می‌شود تا نمونه‌ای آسان و ساده از آنچه ادعای انجام آن را دارد انجام دهد و سپس آزمایش رسمی آغاز خواهد شد. این آزمایش اولیه معمولاً با حضور و بررسی دقیق نماینده مؤسسه جیمز رندی در محل زندگی مدعی انجام می‌گیرد و بعد از انجام و موفقیت آزمایش اولیه، مؤسسه جیمز رندی متقاضی را مدعی خواهد نامید و آزمایش بعدی را در محل مؤسسه و در مقابل انظار عمومی انجام خواهد داد و در صورت موفقیت آزمایش دوم، جایزه به شخص تعلق خواهد گرفت. تاکنون هیچ‌کس آزمایش اولیه را با موفقیت رد نکرده‌است و حتی یک مدعی نیز در این زمینه وجود ندارد!

## سازمان‌ها و انتشارات
تعدادی از آزمایشگاه‌های دانشگاهی تحقیقات را اداره می‌کنند. در میان آن‌ها واحد پیراروانشناسی کوستلر در دانشگاه ادینبورگ، گروه تحقیقاتِ پیراروانشناسی دانشگاهِ هوپ لیورپول، برنامهٔ تحقیقاتی VERITAS در دانشگاه آریزونا، واحد تحقیقاتی روان‌شناسی انتقال شخصی و هوشیاری دانشگاه جان مورس لیورپول، مرکز مطالعهٔ فرایندهای روانشناختی غیرعادی دانشگاه نورت هامپتون و واحد تحقیقات روان‌شناسی گلداسمیت دانشگاه لندن. تحقیقات غیرعادی دانشگاه پرینستون، یکی از شناخته شده‌ترین آزمایشگاه‌ها که اداره‌کنندهٔ آزمایش‌های روان – جنبشی بود در فوریه ۲۰۰۷ بسته شد.
سازمان‌های تحقیقات عبارت‌اند از:
مؤسسه علوم معرفت‌بخشانه، انجمن پیراروانشناسی، جامعهٔ تحقیقات روحی - روانی (منتشرکنندهٔ نشریهٔ جامعهٔ تحقیقات روحی- روانی)، جامعهٔ آمریکایی تحقیقاتِ روحی - روانی، (منتشرکنندهٔ نشریهٔ آمریکایی جامعهٔ تحقیقات روحی- روانی)، مرکز تحقیقاتی راین و مؤسسهٔ پیراروانشناسی، منتشرکنندهٔ نشریهٔ پیراروانشناسی، بنیاد پیراروانشناسی منتشرکنندهٔ نشریهٔ بین‌المللی پیراروانشناسی، و مؤسسهٔ استرالیایی تحقیقات پیراروانشناسی منتشرکنندهٔ نشریهٔ پیراروانشناسی. نشریهٔ پیراروانشناسی اروپا که به‌طور مستقل انتشار می‌یابد.
همچنین سازمان‌هایی که بررسی‌های انتقادی از پیراروانشناسی و تحقیقاتِ پیراروانشناختی را تشویق می‌کنند عبارت‌اند از: هیئت بررسی‌های شکاکانه . منتشرکنندهٔ نشریهٔ بررسی‌های شکاکانه. بنیاد آموزشی جیمز رندی که توسط شعبده باز و شکاک معروف جیمز رندی تأسیس شده‌است.

## خواندنی‌های بیشتر
- Broughton, ‎Richard S. (1992), Parapsychology (به انگلیسی), Ballantine Books{{citation}}:  نگهداری یادکرد:نام‌های متعدد:فهرست نویسندگان (link)
- Houran, ‎James (2001), Hauntings and Poltergeists: Multidisciplinary Perspectives (به انگلیسی), McFarland & Company, p. 330 pages{{citation}}:  نگهداری یادکرد:نام‌های متعدد:فهرست نویسندگان (link)
- Irwin, ‎Harvey J. (2007), An Introduction to Parapsychology (به انگلیسی), Watt, Caroline A., McFarland & Company, p. 320{{citation}}:  نگهداری یادکرد:نام‌های متعدد:فهرست نویسندگان (link)